# موتور شعاعی

زمان عملکرد موتور ستاره ای و سامانه بادامک.

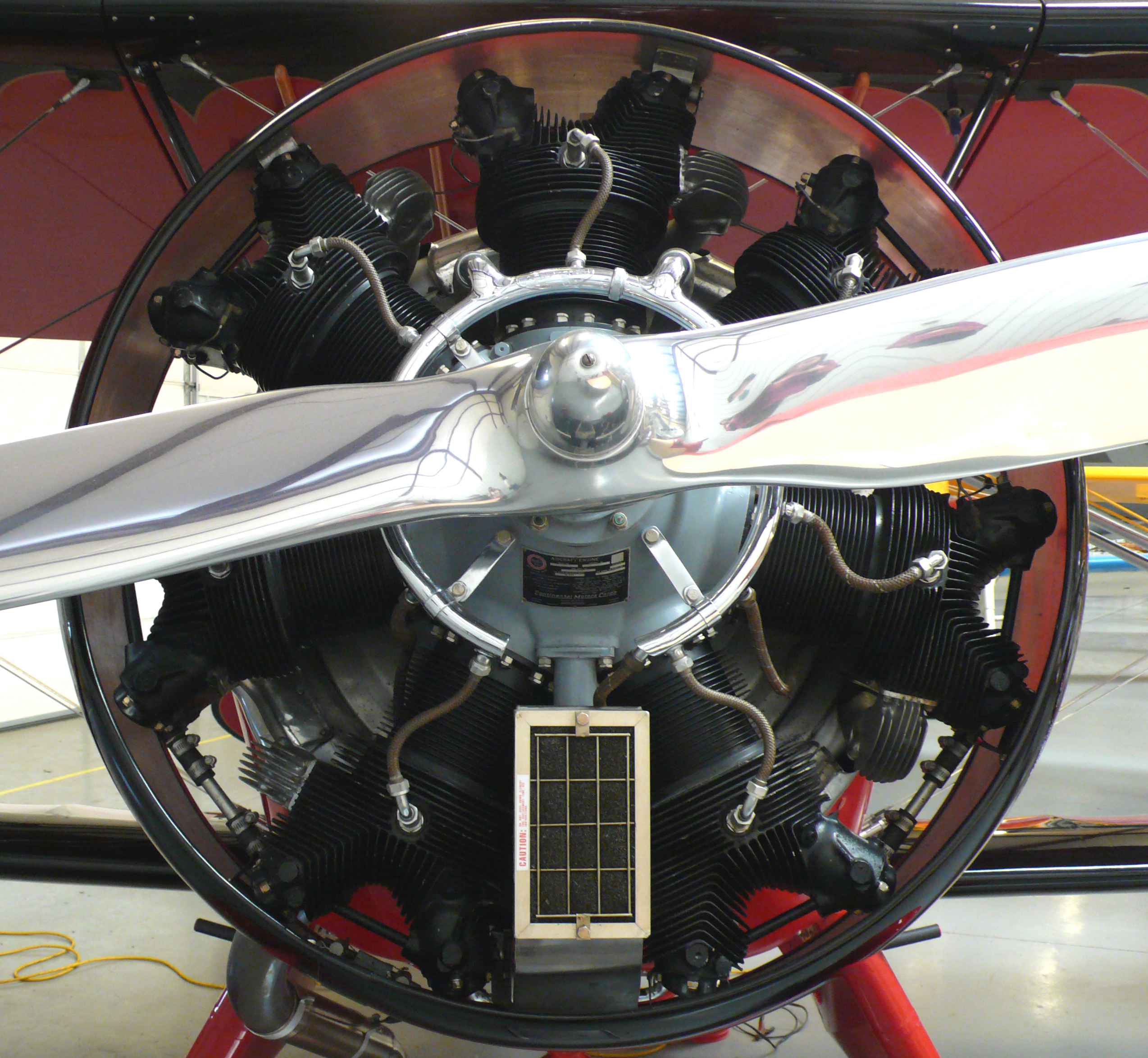
موتور ستاره ای یک هواپیمای دوباله

موتور شعاعی (به انگلیسی: Radial engine) یا موتور ستاره‌ای یک موتور رفت و برگشتی از نوع موتور درون‌سوز است که سیلندرها مانند پره‌های چرخ در بیرون از کارتر (موتور) مرکزی قرار دارند.
هنگامی که از روبه رو به این نوع از موتور نگاه می‌کنیم شبیه ستاره است که به این سبب به آن موتور ستاره‌ای نیز می‌گویند.
قبل از اینکه موتورهای جت بر روی هواپیما مورد استفاده قرار گیرند استفاده از خانواده موتورهای ستاره‌ای رایج بوده‌است.

## نحوه کار موتور

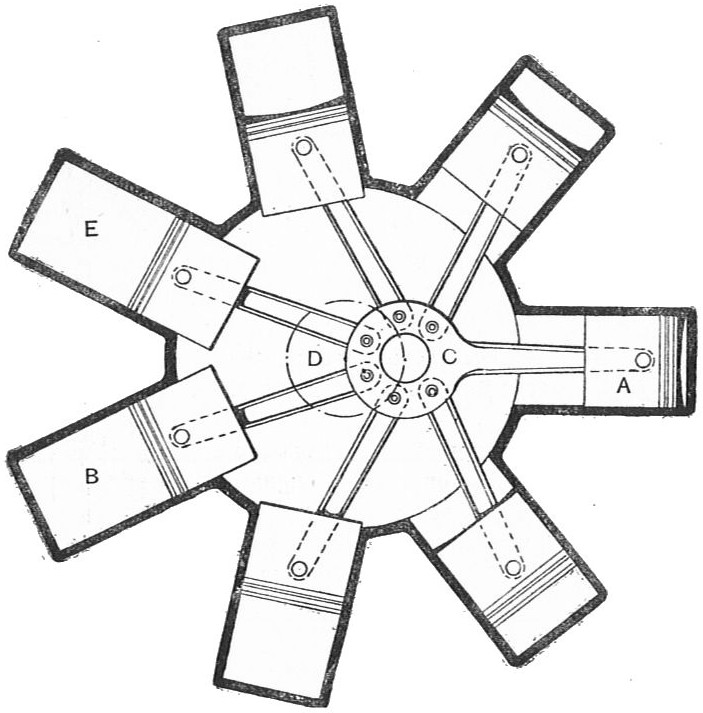
موتور شعاعی ۷ سیلندر (رانکین کِنِدی)

از آنجا که زاویه حرکت شاتون‌ها دارای همپوشانی است نمی‌توان تمام سیلندرها را مستقیماً به میل لنگ متصل کرد. تلاش‌های زیادی در جهت حل این مسئله انجام شد از قبیل استفاده از اتصالات چنگال شکل (شیار دار)، اما هیچ‌یک به نتیجه مطلوب نرسید. در این گونه موتورها مجموعه پیستون‌ها توسط مکانیزم شاتون-اصلی-فرعی به میل لنگ متصل گشته به این شکل که شاتون اصلی (بالاترین پیستون در داخل تصویر متحرک) دارای اتصال مستقیم به میل لنگ می‌باشد، و پیستون‌های دیگر به حلقه ای وصل می‌شوند که به شاتون اصلی متصل است.
در این موتورها برای افزایش حجم موتور و در نتیجه افزایش قدرت با توجه به محدودیت شعاعی معمولاً طبقات سیلندرها را افزایش می‌دهند.
موتورهای ۴ زمانه دارای تعداد فرد سیلندر در هر طبقه از موتور می‌باشند، زیرا تنها در این حالت محدودیت منظم بودن ترتیب انفجار در سیلندرها رعایت و در نتیجه موتور به نرمی کار می‌کند، برای مثال در یک موتور محوری ۵ سیلندر ترتیب انفجار به صورت ۱-۳-۵-۲-۴ و دوباره برگشت به ۱ می‌باشد، این روش همواره یک سیلندر میان سیلندری که در کورس کار (پس از انفجار) می‌باشد و سیلندری که در حال تراکم می‌باشد فاصله می‌اندازد که موجب راحت‌تر نمودن فرایند تراکم و افزایش راندمان و درنهایت دوران نرم‌تر موتور می‌شود. اگر از تعداد زوج سیلندر در این موتورها استفاده کنیم، وجود انفجار همزمان در دو سیلندر اجتناب ناپذیر است.
مدل‌های اوله موتور شعاعی با تعداد سیلندر زوج به اسم Zoche zo series وجود دارند به تعداد سیلندر ۴ یا ۸ که البته مشکل آفرین نیست زیرا که این موتورها دارای سیستم دوزمانه هستند که دو برابر سیستم ۴ زمانه درهر دور گردش میل لنگ انفجار و قدرت ایجاد می‌کنند.